# Gare de Hochfelden
La gare de Hochfelden est une gare ferroviaire française de la ligne de Noisy-le-Sec à Strasbourg-Ville, située sur le territoire de la commune de Hochfelden, dans la collectivité européenne d'Alsace, en région Grand Est.
C'est une gare de la Société nationale des chemins de fer français (SNCF), du réseau TER Grand Est, desservie par des trains express régionaux.

## Situation ferroviaire

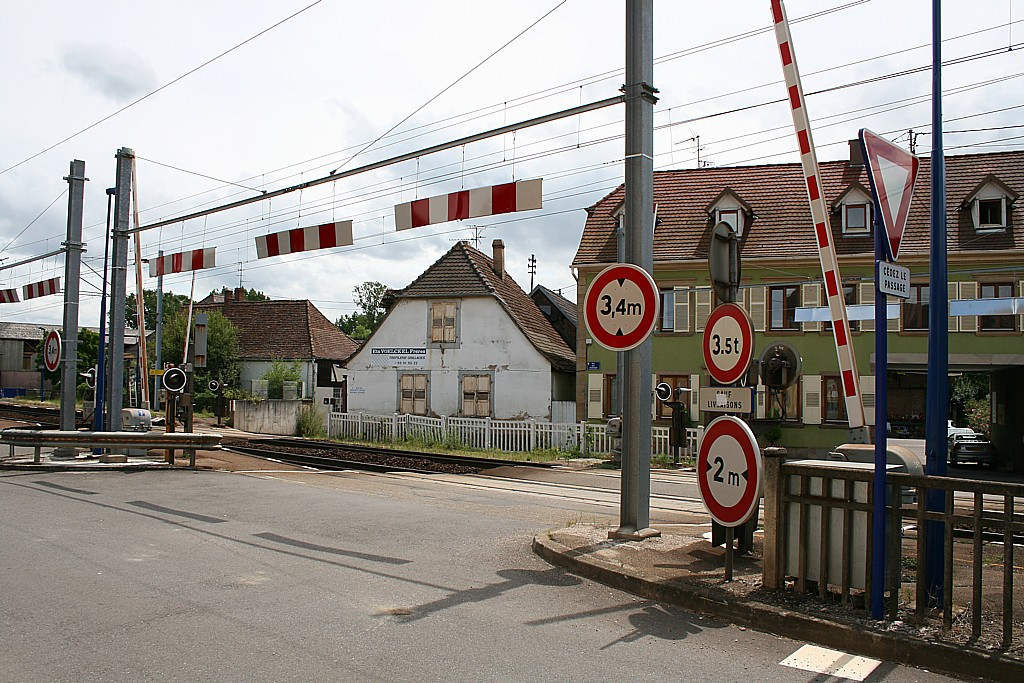
Vue sur les deux passages à niveau.

Établie à 156 mètres d'altitude, la gare de Hochfelden est située au point kilométrique (PK) 474,548 de la ligne de Noisy-le-Sec à Strasbourg-Ville (dite ligne Paris – Strasbourg), entre les gares de Wilwisheim et de Schwindratzheim.
L'un de ses deux quais latéraux, en l'occurrence celui desservant la voie en direction de Saverne, présente la particularité d'être traversé par deux passages à niveau successifs. Dans le sens Paris – Strasbourg, le premier est celui de la rue des Maîtres, tandis que le second permet d'accéder aux Ets Voelckel Frères.

## Histoire
La gare de Hochfelden est mise en service le 29 mai 1851 par la Compagnie du chemin de fer de Paris à Strasbourg lorsqu'elle ouvre la section de Strasbourg à Sarrebourg de la future ligne de Paris à Strasbourg.
Le 21 janvier 1854, la Compagnie des chemins de fer de l'Est succède à la Compagnie du chemin de fer de Paris à Strasbourg.
En 1871, la gare entre dans le réseau de la Direction générale impériale des chemins de fer d'Alsace-Lorraine (EL) à la suite de la défaite française lors de la guerre franco-allemande de 1870 (et le traité de Francfort qui s'ensuivit).
Sous la période allemande, le bâtiment voyageurs (une ancienne gare « Est » de type 5 construite en 1851) est agrandi avec le surhaussement d'une des ailes, la modification de la toiture de l'aile basse (qui devient une toiture à croupe) et le remplacement de la toiture de la partie à deux étages par une toiture sous bâtière d'angle important, plus haute. Ce bâtiment est toujours utilisé par la SNCF.
Le 19 juin 1919, la gare entre dans le réseau de l'Administration des chemins de fer d'Alsace et de Lorraine (AL), à la suite de la victoire française lors de la Première Guerre mondiale. Puis, le 1er janvier 1938, cette administration d'État forme avec les autres grandes compagnies la SNCF, qui devient concessionnaire des installations ferroviaires de Hochfelden. Cependant, après l'annexion allemande de l'Alsace-Lorraine, c'est la Deutsche Reichsbahn qui gère la gare pendant la Seconde Guerre mondiale, du 1er juillet 1940 jusqu'à la Libération (en 1944 – 1945).
En 1962, la gare dispose de plusieurs voies de service et d'un quai militaire.
En 2022, la SNCF estime la fréquentation annuelle de cette gare à 250 777 voyageurs, contre 204 202 en 2021.
Le 24 février 2022, un TER percute un camion benne vers 10 h 20 au passage à niveau de la rue du général Gouraud à Hochfelden, ce qui entraîne une interruption de la circulation des trains entre Strasbourg et Saverne pendant quelques jours.

## Fréquentation
De 2015 à 2024, selon les estimations de la SNCF, la fréquentation annuelle de la gare s'élève aux nombres indiqués dans le tableau ci-dessous.
| Année                      | 2015    | 2016    | 2017    | 2018    | 2019    | 2020    | 2021    | 2022    | 2023    | 2024    |
| -------------------------- | ------- | ------- | ------- | ------- | ------- | ------- | ------- | ------- | ------- | ------- |
| Voyageurs                  | 210 098 | 208 774 | 218 011 | 206 165 | 231 331 | 180 350 | 204 202 | 250 777 | 257 703 | 275 247 |
| Voyageurs et non voyageurs | 262 622 | 260 968 | 272 514 | 257 706 | 289 164 | 225 438 | 255 252 | 313 472 | 322 129 | 344 059 |

## Service des voyageurs

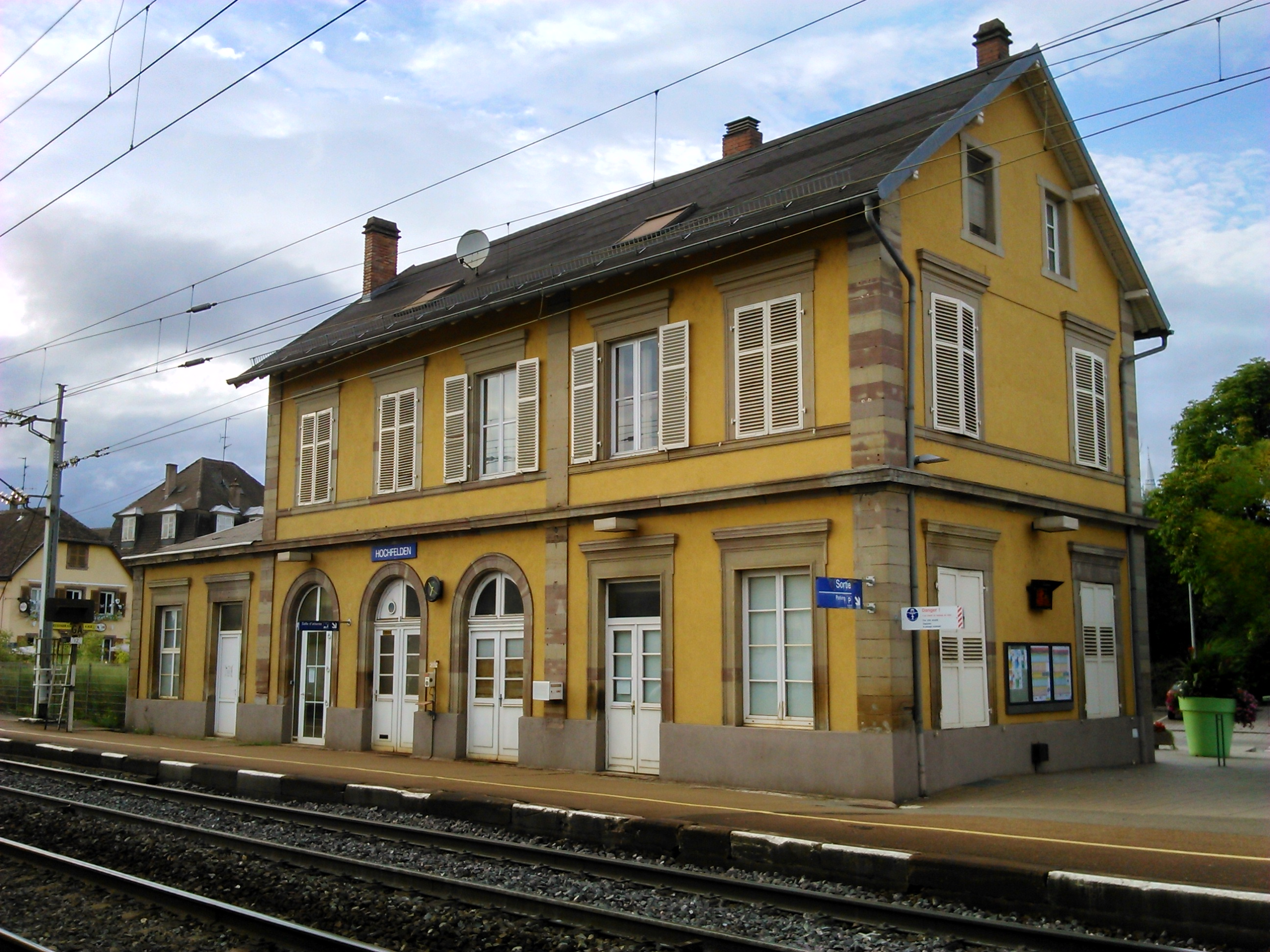
Le bâtiment voyageurs, côté quais.

### Accueil
La gare ne dispose pas de guichet ouvert à la clientèle mais est équipée d'un distributeur de titres de transport TER. Son bâtiment voyageurs est ouvert au public et comporte une salle d'attente. Un passage souterrain permet la traversée des voies.

### Desserte
Hochfelden est desservie par des trains régionaux TER Grand Est, assurant la relation Strasbourg-Ville – Saverne – Sarrebourg.

### Intermodalité
Un parking et un abri à vélos sont présents aux abords de la gare.

## Service du fret
La gare est ouverte au service du fret pour les trains entiers. Elle dessert l'installation terminale embranchée (ITE) du comptoir agricole de Hochfelden.